# Кнешке, Эрнст Генрих
Эрнст Генрих Кнешке (нем. Ernst Heinrich Kneschke; 27 августа 1798, Циттау — 2 декабря 1869, Лейпциг) — немецкий генеалог.
Медик по профессии (диссертация «О гидротораксе», 1828). Основные генеалогические труды: «Новый всеобщий лексикон немецкого дворянства» (нем. «Neues allgemeines Deutsches Adels-Lexicon», Лейпциг, 1859—1870), «Современные германские графские дома» (нем. «Deutsche Grafenhäuser der Gegenwart», Лейпциг, 1852—1854), «Гербы германских баронских и дворянских родов» (нем. «Die Wappen der deutschen freiherrlichen und adeligen Familien», Лейпциг, 1855—1857).